# Ponoarele (okręg Mehedinți)
Ponoarele – wieś w Rumunii, w okręgu Mehedinți, w gminie Ponoarele. W 2011 roku liczyła 333 mieszkańców.